# 더 우먼 킹
"더 우먼 킹"(영어: The Woman King)은 2022년 개봉한 미국의 서사, 역사 드라마 영화이다. 지나 프린스바이스우드가 감독을 맡았으며, 17~19세기 다호메이 왕국의 여전사 부대를 다룬 작품이다.
이 영화는 2022년 9월 9일 토론토 국제 영화제에서 세계 초연되었으며, 소니 픽처스 릴리싱은 2022년 9월 16일 미국 극장에서 영화를 개봉했다.

## 줄거리
1823년 서아프리카 다호메이 왕국, 여성 전사 부대인 아고지에의 장군 나니스카는 오요 제국으로부터 납치된 다호메이 여성들을 구출하면서 이야기가 시작된다. 이 사건으로 다호메이 왕 게조는 오요와의 전면전을 준비하고, 나니스카는 왕국을 지키기 위해 새로운 아고지에 전사들을 훈련시킨다.
그 중 한 명인 나위는 강한 의지를 가진 소녀로, 아버지에 의해 왕에게 바쳐진다. 훈련 중 나위는 베테랑 아고지에인 이조기와 친해지고, 자신이 입양되었다는 사실과 함께 어깨의 흉터를 통해 나니스카와 충격적인 가족 관계를 확인하게 된다.
한편, 오요 제국과 동맹을 맺은 포르투갈 노예 상인 산토 페레이라와 다호메이 혼혈인 말릭이 등장한다. 나위는 말릭과 우연히 만나 친구가 되고, 오요가 공격을 계획하고 있다는 정보를 얻어 나니스카에게 보고한다. 격렬한 논쟁 중 나니스카는 자신이 젊은 시절 오바에게 강간당해 딸을 낳았고, 그 딸을 입양 보냈다는 사실을 밝힌다. 나니스카는 나위의 어깨에서 상어 이빨을 빼내어, 나위가 자신의 딸임을 확인한다.
나니스카는 아고지에를 이끌고 오요를 공격하지만, 오바는 탈출하고 나위, 훔베, 이조기는 포로로 잡힌다. 나위의 도움으로 훔베는 탈출하여 나니스카에게 소식을 알린다. 게조는 나니스카에게 여왕의 칭호를 주려 하지만 포로 구출 작전을 허락하지 않는다.
이조기는 탈출 시도 중 죽고, 말릭은 나위를 보호하기 위해 그녀를 산다. 나니스카는 명령을 어기고 뜻을 같이하는 전사들과 포로 구출에 나선다. 혼란 속에서 나위는 탈출하여 나니스카와 재회하고, 말릭은 다른 노예들을 풀어주고 페레이라를 익사시킨다. 나니스카는 오바와의 결투에서 승리한다.
승리한 아고지에는 다호메이로 돌아오고, 게조는 나니스카의 명령 불복종을 질책하지만, 곧 그녀를 여왕으로 즉위시킨다. 축제 후, 나니스카와 나위는 조용히 가족 관계를 인정하며 영화는 마무리된다.

## 출연진
- 비올라 데이비스 - 나니스카
- 투소 음베두 - 나위
- 러샤나 린치 - 이조기에
- 실라 아팀 - 아멘자
- 존 보예가 - 게조 대왕
- 히어로 파인스 티핀 - 산토 페레이라
- 에이드리엔 워런 - 오데
- 제이미 로슨 - 샨테
- 마살리 바두자 - 품베
- 앙젤리크 키조 - 뫼논
- 지미 오두코야 - 오바 아데
- 탄도 들로모 - 켈루
- 조던 볼저 - 말리크
- 조지비니 툰지 - 에페
- 마고초 M - 이니야
- 시브 은게시 - 미간
- 줄리언 테넌 - 모루